# Hamptjärnen (Grangärde socken, Dalarna, 667464-144468)
Hamptjärnen är en sjö i Ludvika kommun i Dalarna och ingår i Norrströms huvudavrinningsområde.